# Max Lerner

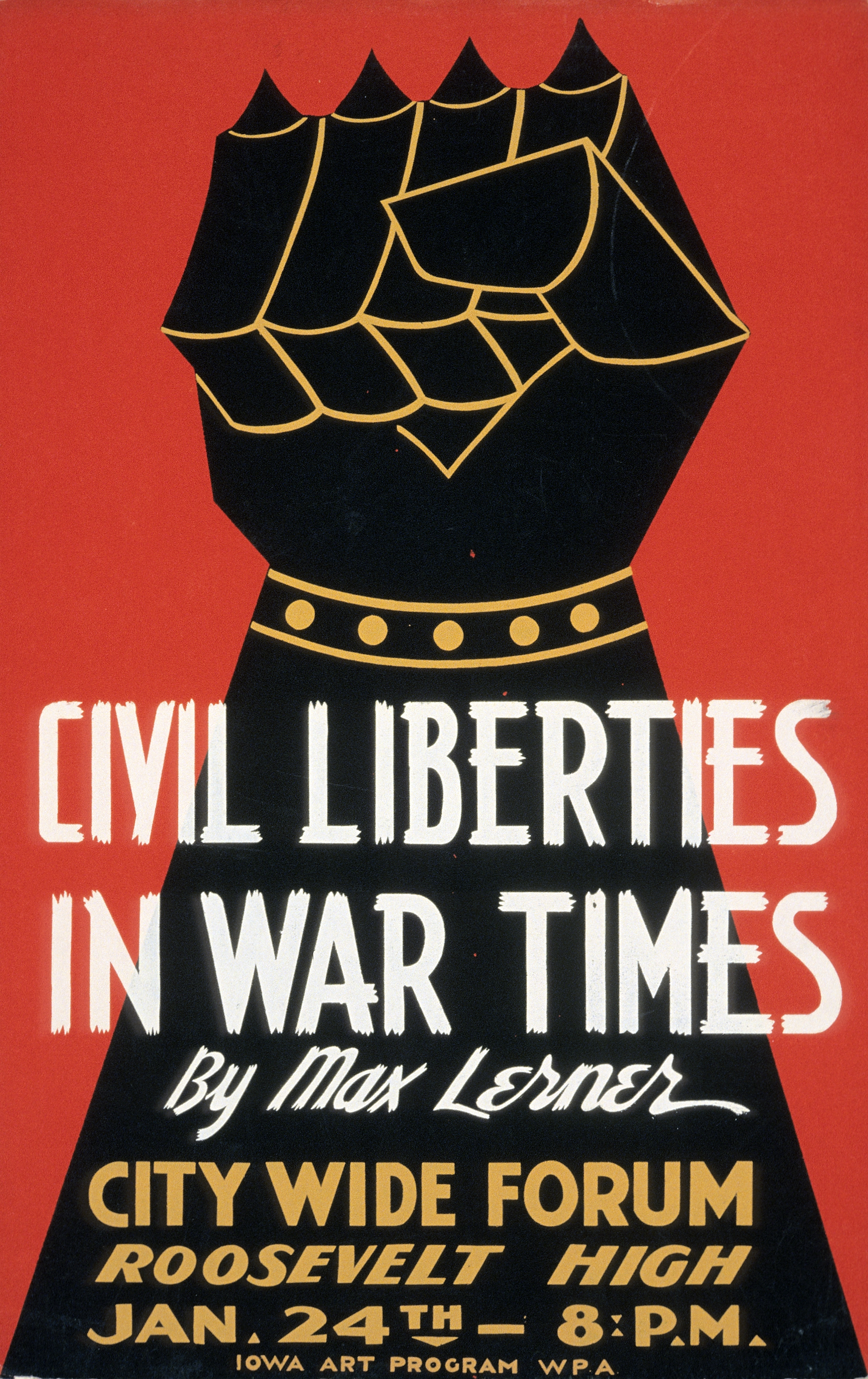
Poster per una lettura pubblica di Max Lerner a Des Moines, in Iowa, 1940 (in italiano:Libertà civili in tempi di guerra)

Maxwell Alan Lerner, detto Max (20 dicembre 1902 – 5 giugno 1992), è stato un giornalista e educatore statunitense conosciuto per le sue controverse rubriche giornalistiche.

## Biografia
Dopo l'immigrazione dalla Russia con i suoi genitori, risalente al 1907, Lerner ottenne un Bachelor (titolo di studio corrispondente alla laurea breve negli USA) dall'Università Yale nel 1923. Là studiò Legge, ma si trasferì alla Università Washington a Saint Louis per il Master of Arts (simile alla laurea di specializzazione) nel 1925. Ottenne il dottorato dalla Brookings Institution nel 1927 e cominciò a lavorare come editore per Encyclopaedia of the Social Sciences (1927-32), The Nation (1936-38), PM (1943-48)
L'opera più influente di Lerner è America as a Civilization: Life and Thought in the United States Today del 1957 (in italiano: America come una civiltà - Vita e pensiero negli Stati Uniti di oggi). La sua rubrica per il New York Post debuttò nel 1949 e gli fece ottenere un posto nella Lista dei principali oppositori al Presidente Nixon. Insegnò al Sarah Lawrence College, all'Università Harvard, al Williams College, alla United States International University ed alla Brandeis University. Lerner fu pure stretto amico della star di Hollywood Elizabeth Taylor durante il suo matrimonio con Eddie Fisher.
Il suo libro The Unfinished Country (La patria incompiuta) è una raccolta di più di duecento dei suoi articoli giornalieri, scritti nell'arco di una decade per il New York Post.  Questo lavoro contiene una delle sue più conosciute citazioni: "The turning point in the process of growing up is when you discover the core of strength within you that survives all hurt." (Il punto di svolta nel processo di crescita è quando si scopre il nucleo della forza dentro di voi che sopravvive a tutto il male).
Il suo libro del 1990 Wrestling with the Angel (Lotta con l'angelo) parla della sua lunga lotta con la malattia. Durante la maggior parte della sua carriera fu considerato un liberale, mentre nella parte finale della sua vita, invece, fu visto come qualcosa di simile ad un neo-conservatore.

## Riferimenti nella musica pop americana
Nella canzone di Phil Ochs intitolata  "Love me, I'm a Liberal" (Amami sono un Liberal) c'è il seguente riferimento a Lerner:
"I read New Republic and Nation,
I've learned to take every view,
You know, I've memorized Lerner and Golden,
I feel like I'm almost a Jew,
But when it comes to times like Korea,
There's no one more red, white and blue,
So love me, love me, love me, I'm a liberal"